# Vía del metileritritol fosfato
La vía del metileritrol fosfato (vía MEP/DOXP) también llamada vía no del mevalonato (del inglés non-mevalonate pathway); o vía alternativa al mevalonato o vía independiente de mevalonato; es una vía metabólica que provee los precursores necesarios para la síntesis de isoprenoides. Esta vía origina la formación de isopentenil pirofosfato (IPP) y dimetilalil pirofosfato (DMAPP) a través de dos compuestos el 2-C-metil-D-eritritol 4-fosfato (MEP) y el 1-desoxi-D-xilulosa 5-fosfato (DOXP), en lugar de hacerlo por la vía del mevalonato clásica.

## Diversidad en la biosíntesis de isoprenoides
La vía del mevalonato clásica o vía de la HMG-CoA reductasa es una importante vía metabólica celular presente en todos los eucariotas superiores y muchas bacterias. Es importante para la producción de IPP y DMAPP, los cuales sirven de base para la biosíntesis de moléculas utilizadas en procesos tan diversos como la prenilación de proteínas, el mantenimiento de las membranas celulares, la producción de hormonas, el anclamiento de proteínas y la N-glicosilación.
En contraste con la vía del mevalonato clásica de biosíntesis de isoprenoides, las plantas y los protozoos apicomplexos, como los parásitos causantes de la malaria, tienen la capacidad de producir sus isoprenoides (terpenoides) utilizando una vía alternativa, llamada vía alternativa al mevalonato, que tiene lugar en sus plástidos. Además, la mayoría de las bacterias, incluidos patógenos importantes como Mycobacterium tuberculosis, sintetizan IPP y DMAPP por esta vía alternativa.

## Reacciones
Las reacciones de esta vía son las siguientes:
| Reactivos                           | Enzima                                                         | Producto                                                   |  |
| Piruvato y gliceraldehido 3-fosfato | DOXP sintasa (Dxs)                                             | 1-Desoxi-D-xilulosa 5-fosfato (DOXP)                       |  |
| DOXP                                | DOXP reductasa (Dxr, IspC)                                     | 2-C-metileritritol 4-fosfato (MEP)                         |  |
| MEP                                 | 2-C-metil-D-eritriol 4-fosfato citidiltransferasa (YgbP, IspD) | 4-difosfocitidil-2-C-metileritritol (CDP-ME)               |  |
| CDP-ME                              | 4-difosfocitidil-2-C-metil-D-eritritol quinasa (YchB, IspE)    | 4-difosfocitidil-2-C-metil-D-eritritol 2-fosfato (CDP-MEP) |  |
| CDP-MEP                             | 2-C-metil-D-eritritol 2,4-ciclodifosfato sintasa (YgbB, IspF)  | 2-C-metil-D-eritritol 2,4-ciclopirofosfato (MEcPP)         |  |
| MEcPP                               | HMB-PP sintasa (GcpE, IspG)                                    | (E)-4-hidroxi-3-metil-but-2-enil pirofosfato (HMB-PP)      |  |
| HMB-PP                              | HMB-PP reductasa (LytB, IspH)                                  | IPP e DMAPP                                                |  |

## Inhibición
La fosmidomicina inhibe específicamente a la DOXP reductoisomerasa, una enzima clave de la vía alternativa a la del mevalonato, por lo que representa un candidato atractivo para usarse como antibiótico o fármaco antimalárico.

## Activación de células T
Un intermediato de esta vía, el HMB-PP es un activador natural de las linfocitos T Vγ9/Vδ2 humanos, que son la mayor población de T γδ en sangre periférica.